# Апология
Апология (от старогр. ἀπολογία) е страстна реч или литературно произведение, при което чрез възхвала се отстранява обвинение. Обект на защита обикновено е нещо, към което са отправени нападки.
Пример за апология в старобългарската литература е произведението „За буквите“ от Черноризец Храбър, в което авторът заклеймява нападките на триезичниците срещу светостта на славянската азбука.